# 陷阱音樂
陷阱音樂（又名渣鋪）是一種初形成於1990年代的音樂類型，該類型起源於美國南部的南部嘻哈音樂。該音樂類型以具有侵略性的歌詞和聲音著稱，並大量包含808踢鼓、腳踏鈸、低音調的唱腔、有層次的合成器、和「電音式」的弦樂器。「陷阱」一詞原本是指毒品交易的地方，陷阱音樂的主題多半為抒發街頭生活、貧窮、暴力以及在城市環境中所面臨的苛刻體驗。在2010年代，藝術家混合了Dubstep和Trap形成一種新的曲風EDM Trap。

## 特色
典型的陷阱音樂呈現了淒涼、不祥的音色，歌詞內容根據藝術家的不同有很大的差異。
採用多層次的低音貝斯以及合成器作為主旋律，搭配清脆的小鼓、連續的腳踏鈸、808踢鼓，創造出一種有力、深沈且有變化的氣氛。
陷阱音樂的拍速從100 BPM到176 BPM皆可，但典型的節拍速度大約為140 BPM左右。

## 1990年到2000年：起源
「陷阱」一詞在過去代表進行毒品交易的地方。這個術語起源於佐治亞州的亞特蘭大，那裡的饒舌歌手是第一個在音樂中使用這個詞的人。 1992年，最早發行的陷阱音樂之一是UGK的首張專輯《The Southern Way》中的"Cocaine In The Back of the Ride"。 1992年晚些時候，他們藉由主廠牌的首張專輯《Too Hard to Swallow》發布了熱門歌曲"Pocket Full of Stones"，這首歌也出現在1993年的電影Menace II Society中。 
1996年，Master P從他的第五張錄音室專輯《Ice Cream Man》中發行了單曲"Mr. Ice Cream Man"。粉絲和評論家們開始把那些寫出大量販毒情節的藝人稱為「陷阱饒舌歌手」。Complex雜誌寫道：「2000年代早期的『陷阱』並不只是一種音樂類型，那是一個真實存在的地方，後來這個詞被用來形容關於那個地方的音樂」。
在2000年代早期到中期，在一些專輯和單曲成功打入主流後，陷阱音樂開始成為一種公認的類型，歌詞涵蓋了「陷阱」、毒品交易和為了成功而奮鬥的生活。幾位曾經作為毒販角色的南部說唱歌手，如TI、Young Jeezy、Gucci Mane、Yo Gotti和Rick Ross，協助擴展了該類型的流行，有越來越多的陷阱音樂出現在南方以外的電台、混音帶。儘管藝術家對陷阱音樂的製作有所差異，但是招牌的陷阱聲音（通常基於合成器，管弦樂和緊湊的808踢鼓）仍深受亞特蘭大的音樂流派影響。在2000年代中後期，一些著名的陷阱音樂製作人開始展露頭角，包括DJ Toomp、Fatboi、Drumma Boy、Shawty Redd、D. Rich和Zaytoven。第一波的陷阱音樂受到早期南方製作人的影響，如利尔·乔恩、Mannie Fresh和DJ Paul。

## 2010年至今：興盛發展
第二波陷阱音樂製作人持續獲得動力，並經常在Billboard的嘻哈排行榜上名列前茅。陷阱音樂製作人Lex Luger獲得了極大的聲望，並在2010年至2011年的期間作了200多首歌曲，其中包括Rick Ross的"B.M.F. (Blowin' Money Fast)"。自從Luger崛起以來，他標誌性的陷阱聲音大量使用了鼓機TR-808、清脆的小鼓響弦（snare）、快速的腳踏鈸（hihat）、合成器以及銅管、木管樂器和鍵盤的編排。由於Luger經常被認為是現代陷阱音樂的推手，因此許多聲音後來被其他嘻哈製作人採用，試圖複製他的成功。
自2010年以來，一系列現代陷阱音樂製作人獲得了青睞，最著名的是808 Mafia製作團隊的Southside，和TM88、Sonny Digital、Young Chop、DJ Spinz、Tay Keith和梅特羅·布明。一些製作人將其風格擴展到其他類型，例如R＆B和電子音樂。
在整個2011年和2012年，陷阱音樂在代表主流的Billboard音樂排行榜上保持著不可忽視的存在，其中包括Young Jeezy、Chief Keef和未来小子等饒舌歌手發布的大量歌曲，GQ雜誌稱陷阱音樂為「2012年的嘻哈音樂」。
Keef的"I Don't Like"和"Love Sosa"在YouTube平台上獲得了超過3000萬的觀看次數，並且產生了一個新的陷阱音樂子類別——鑽頭音樂（Drill Music），這一詞源自於俚語「鑽」（Drill），有打擊或報復的意思，可以想見這種音樂表現出黑暗、暴力、不祥的曲風。 Young Chop經常被評論家認定為該類型中最具特色的製作人。製作人Lex Luger的音樂對鑽頭音樂的產生有著重大影響，而Young Chop則認為Shawty Redd、Drumma Boy和Zaytoven是鑽頭音樂重要先驅。 "I Don't Like"一曲啟發了著名的嘻哈製作人和說唱歌手，同時也是芝加哥當地人的肯伊·威斯特創作出這首歌的混音，收錄於他的唱片公司GOOD Music的專輯《Cruel Summer》。
2015年5月，新澤西饶舌歌手Fetty Wap的單曲"Trap Queen"在美國Billboard百强单曲榜上名列第二，這表示陷阱音樂再度於主流音樂排行榜名列前茅。 Fetty Wap隨後推出的單曲"My Way"和"679"也進入了Billboard百强单曲榜的前十名。布魯克林的說唱歌手迪赞纳在2016年獲得了主流的認可，因為他的單曲"Panda"登上了美國Billboard百强单曲榜的榜首。陷阱音樂在商業上的成功也可以歸因於網路迷因的幫助，就像雷·什里默德和古馳·馬恩的"Black Beatles"一樣，在網路上出現「人體模型挑戰」後，這首歌就登上了Billboard百强单曲榜榜首。同樣，在2017年，Migos和利尔·乌兹·弗特合作的"Bad and Boujee"，因為歌詞「Raindrop (Drip), Drop top (Drop Top)」廣受歡迎而成為網路迷因，不久後就達到了第一名。說唱歌手卡迪·B的歌曲"Bodak Yellow"非常受歡迎，該歌曲在2017年的Billboard Hot 100上排名第一。
2018年，說唱歌手T.I.為了替他的專輯《Dime Trap》宣傳，開設了一個陷阱音樂博物館。博物館內還包括一個名為「逃離陷阱」的密室脫逃遊戲。2019年，說唱歌手Ramage為了替他的專輯《Ya Lil》宣傳，当晚还包括一场名为“哦之夜”的密室逃脱之爱。